# テイク・トゥエルヴ
『テイク・トゥエルヴ』（Take Twelve）は、アメリカ合衆国のジャズ・トランペット奏者、リー・モーガンが1962年に録音・発表したスタジオ・アルバム。

## 解説
1961年夏にアート・ブレイキー&ザ・ジャズ・メッセンジャーズを脱退してからは、初のリーダー・セッションに当たり、モーガンのリーダー・アルバムとしては唯一、ジャズランド・レコードから発売された。4曲はモーガンのオリジナル曲で、「リトル・スペイン」は本作でサイドマンを務めたクリフォード・ジョーダンの曲、そしてタイトル曲はエルモ・ホープが提供した曲である。
スコット・ヤナウはオールミュージックにおいて5点満点中4点を付け「優れた曲もあり、単なる演奏の記録には終わっていないが、基本的には自然発生的なジャム・セッションである」と評している。

## 収録曲
特記なき楽曲はリー・モーガン作曲。
1. ラジッディ・アン - "Raggedy Ann" - 6:52
2. ア・ワルツ・フォー・フラン - "A Waltz for Fran" - 5:00
3. リー・シュア・タイム - "Lee-Sure Time" - 8:31
4. リトル・スペイン - "Little Spain" (Clifford Jordan)- 7:50
5. テイク・トゥエルヴ - "Take Twelve" (Elmo Hope) - 4:59
6. セカンズ・ベスト（テイク5） - "Second's Best" (Take 5) - 7:30

### リマスターCDボーナス・トラック
1. セカンズ・ベスト（テイク1） - "Second's Best" (Take 1) - 7:30

## 参加ミュージシャン
- リー・モーガン - トランペット
- クリフォード・ジョーダン - テナー・サクソフォーン
- バリー・ハリス - ピアノ
- ボブ・クランショウ（英語版） - ベース
- ルイス・ヘイズ - ドラムス